# ATP Антверпен 1986, одиночний розряд
1. ПЕРЕНАПРАВЛЕННЯ European Open 1986, одиночний розряд